# Mourgon
Der Mourgon (im Oberlauf: Mourgon le Mort) ist ein Fluss in Frankreich, der im Département Allier in der Region Auvergne-Rhône-Alpes verläuft. Er entspringt im Gemeindegebiet von Isserpent und entwässert durch die Landschaft Montagne Bourbonnaise in Richtung West bis Nordwest. Nach Vereinigung mit seinem Schwesternfluss Mourgon le Vif, im Gemeindegebiet von Bost, ändert er seinen Namen auf Mourgon, durchquert das Ortsgebiet von Saint-Germain-des-Fossés und mündet nach rund 24 Kilometern im Gemeindegebiet von Marcenat als rechter Nebenfluss in den Allier.

## Orte am Fluss
- Isserpent
- Saint-Christophe
- Saint-Étienne-de-Vicq
- Bost
- Saint-Germain-des-Fossés